# Keith Relf
William Keith Relf, né le 22 mars 1943 à Richmond, Surrey, Angleterre, mort électrocuté le 12 mai 1976 à Hounslow, Londres, Angleterre, est le chanteur et harmoniciste du groupe britannique The Yardbirds qu'il a fondé en 1963 avec le guitariste Anthony « Top » Topham. 
Après la séparation du groupe, Relf est impliqué dans le duo acoustique Together, avec Jim McCarty des Yardbirds, et les groupes Renaissance (avec sa sœur, Jane Relf) et Armageddon.
Il a aussi produit un certain nombre de titres pour le groupe acoustique World Amber, pour Saturnalia, et aussi pour Medecine Head avec lequel il a joué de la guitare basse.
Relf est mort en s'électrocutant avec sa guitare électrique dont l'amplificateur n'était pas mis à la terre. Il travaillait alors sur de nouveaux morceaux en vue de la reformation du groupe Renaissance, rebaptisé « Illusion ».
Bien que la plupart des sources mentionnent à tort le 14 mai comme date de décès de Keith (le jour où de nombreux journaux ont publié l'article), sur le certificat de décès officiel, il a été déclaré mort le 12 mai à l'hôpital West Middlesex.